# Шілінь
Район Шілінь (кит. трад.: 士林區; піньїнь: Shìlínqū; певедзі: Sū-lîm-khu) — район в столиці та місті центрального підпорядкування Республіки Китай Тайбеї. Тут проживає велика кількість іноземного населення, зосередженого в основному в районі Тяньму. Він вже давно є найкращим вибором для експатріантів з Європи, США, Канади, Південно-Східної Азії та Японії, щоб жити, керувати бізнесом та засновувати посольства та офіси, в основному через природне середовище — біля підніжжя Янміншань — і тому, що всі міжнародні школи розташовані тут. Центральне командування ВМС Китайської Республіки розташоване в Шиліні.

## Географія
Площа району Шілінь на 10 вересня 2017 становила близько 62,3682 км².

## Населення
Населення району Шілінь на 15 серпня 2006 становило близько 287 965 осіб. Густота населення становила 4617,2 осіб/км².

## Освіта
У Шиліні є три університети: Університет Мінчуань, Університет Сучжоу та Університет китайської культури. Кілька міжнародних шкіл, включаючи Американську школу в Тайбеї, Японську школу в Тайбеї, The Primacy Collegiate Academy та Європейська школа в Тайбеї, розташовані в цьому районі. У районі також розташовано два професійно-технічних училищ, чотири старші школи, вісім молодших шкіл та двадцять початкових шкіл.